# 多項式序列
在數學中，多项式序列是一個由多項式構成的序列，其下標為非負整數 0, 1, 2, 3, ..., 特別的，每个下標等於對應多項式的次數。多项式序列是計數組合和代數組合以及應用數學中的一个熱門主題。

## 例子
一些多项式序列在物理和逼近理论中作为某些常微分方程的解出现：
- 拉盖尔多项式
- 切比雪夫多项式
- 勒让德多项式
- 雅可比多项式

其他来自统计：
- 埃爾米特多项式

更多來自代数及组合的研究：
- 單項式
- 遞進階乘
- 遞降階乘
- All-one 多项式
- 阿贝尔多项式
- 贝尔多项式
- 伯努利多项式
- 分圓多项式
- Dickson多项式
- 斐波那契多项式
- 拉格朗日多项式
- 卢卡斯多项式
- 圖沙德多项式
- 棋盤多项式

## 多项式序列的类别
- 二项型的多项式序列
- 正交多项式